# Khosrô Ier de Parthie
Khosrô Ier de Parthie, ou Osroes Ier (Chosroès Ier en grec ancien) est un roi parthe ayant régné de 109 à 129 ap. J.-C., en concurrence avec Vologèse III.
Il succède à son frère Pacorus II. En envahissant l'Arménie, territoire sous la double influence parthe et romaine depuis cinquante ans, et en remplaçant le roi, son neveu Axidarès d'Arménie, par le frère de ce dernier, Parthamasiris, il provoque une guerre avec l'empereur romain Trajan, malgré les offres de paix faites par ses ambassadeurs à Athènes.
D'abord victorieux de 113 à 116, Trajan comprend finalement que vaincre l'empire des Parthes n'est guère dans ses moyens, et il fait marche arrière. Son successeur, Hadrien, négocie en 123 avec Khosrô une paix durable, et lui restitue sa fille, prisonnière des Romains.